# Aloe fouriei
Aloe fouriei là một loài thực vật có hoa trong họ Măng tây. Loài này được D.S.Hardy & Glen mô tả khoa học đầu tiên năm 1987.